# L-733060
-733,060 je lek koji je razvio Merck, Sharpe & Dohme. On deluje kao oralno aktivni, ne-peptidni, selektivni antagonist 1 receptora, za koji se vezuje sa  od 0.08 nM. Samo jedan enantiomer je aktivan. Nekoliko asimetričnih sintetičkih postupaka je razvijeno.
-733,060 ima antidepresivne i anksiolitičke efekte u životinjskim studijama, i umanjuje oslobađanje dopamina i neurotoksičnost proizvedenu metamfetaminom i kokainom. On pokazuje antiinflamatorne i antihepatotoksične efekte kod životinja, i sprečava razvoj hiperalgesija nakon povrede nerva. On takođe ima antikancirogeno dejstvo u nizu in vitro modela.

## Spoljašnje veze
|  | Molimo Vas, obratite pažnju na važno upozorenje u vezi sa temama iz oblasti medicine (zdravlja). |